# Industria motociclistica di Norimberga
Per decenni l'industria motociclistica di Norimberga (in lingua tedesca Nürnberger Motorradindustrie) ha rappresentato in patria e all'estero innovazione, qualità e sportività del settore.

## Storia
Dal 1901 vennero prodotti biciclette e motocicli da parte di Fafnir, Motosacoche e Zedel.
Presto nacquero altri costruttori e marchi fino a contare 50 realtà diverse negli anni '20 del XX secolo nella città di Norimberga. La crisi economica degli anni '20 decretò la fine di tanti marchi piccoli.
Successivamente il riarmo tedesco diede nuova vita all'industria locale negli anni '30. Durante la seconda guerra mondiale tante fabbriche vennero distrutte da bombardamenti degli Alleati (bombardamento di Norimberga).
Dopo la guerra la produzione riprese con vigore negli anni '50. Con la Wirtschaftswunder della Germania Ovest, iniziò la motorizzazione delle persone ed in particolare con motocicli oltre che con automobili (VW Käfer, Lloyd LP 600, BMW Isetta e altre).

## Costruttori e marchi

### Abako
Abako fu un marchio presente dal 1923 al 1925 della Apparatebau A.G. Kracker & Co.

### Ardie
Ardie sta per Arno Dietrich fondata nel 1919 e chiusa nel 1958.

### Astoria
La Astoria Motorenwerk GmbH venne fondata il 29 settembre 1922 e sede in Solgerstr. 6a. Più tardi produsse in Rollnerstraße 55, una motocicletta da 289 cm³ a due tempi, con forcella anteriore trapezoidale, senza freno sulla ruota anteriore. La trasmissione a cinghia sulla ruota posteriore e freno a pattino sulla ruota.
Nel 1923, la Astoria divenne Nestoria, dato che la società Simson, Suhl, entrò in contrasto per il nome. Simson si diede il nome "Rennastoria". Così nel giugno 1923 Astoria si firmò Nestoria, con 140 dipendenti all'epoca.
Hans Wolf, comproprietario di "Astoria", partecipò al giro francese del 1922 nella classe fino a 350 cm³ ed arrivò primo.

### Bischoff & Pedall Nestoria
Vedi Nestoria.

### Zündapp
La Zünder-Apparatebau-Gesellschaft venne fondata nel 1917 in Lobsingerstraße 8 da Fritz Neumeyer e la F. Krupp AG (Essen) così come la fabbrica di orologi Gebr. Thiel GmbH (Ruhla). Neumeyer nel 1918 diventa unico proprietario e produce la prima motocicletta nel 1921. Per la Wehrmachtsgespann venne prodotta la Zündapp KS 750 e la „Grüne Elefant“ Zündapp KS 601. La società dopo la guerra produsse la Zündapp Janus nel 1958, e lo stabilimento di Norimberga venne venduto alla Robert Bosch GmbH e la sede trasferita a Monaco di Baviera, Anzinger Str. 1–3.

### Zweirad Union
La Zweirad Union nacque nel 1958 dalla fusione di Victoria, Express e DKW. La proprietà di Dr. Burkhart, Faun e Sachs.

### Zwerg
Fondata da A. König in Plärrer 4 a Norimberga, produsse a marchio Zwerg dal 1923 al 1925 motocicli.